# هيو ألان
هيو ألان هو سياسي كندي، ولد في 27 أغسطس 1865 في كندا، وتوفي في 5 أبريل 1949. حزبياً، نشط في الحزب الليبرالي الكندي. وقد انتخب عضو مجلس العموم الكندي.